# Nightflight
Albums de Budgie
Power Supply
(1980) Deliver Us from Evil
(1982)
Singles
1. Keeping a Rendezvous
Sortie : 1981
2. I Turned To Stone
Sortie : 1981

Nightflight est le neuvième album studio du groupe de hard rock gallois, Budgie. Il est sorti en octobre 1981 sur le label RCA Records et a été produit par Don Smith.

## Historique
Cet album fut enregistré en 1981 dans les Studios Rockfield à Monmouth au Pays de Galles. Il est le deuxième album avec le guitariste anglais John Thomas. Avec cet album, le groupe revient à un hard rock moins brutal et plus mélodique que l'album Power Supply paru l'année précédente. Le groupe s'adjoint les services du claviériste Richard Dunn sur plusieurs titres.
Il se classa à la 68e place des charts britanniques. Le single Keeping a Rendezvous est le seul du groupe à se classer dans les charts, il y atteindra la 71e place en octobre 1981.
La pochette de l'album a été réalisée par Derek Riggs, connu pour son travail avec le groupe de heavy metal anglais Iron Maiden.
En 2013, l'album sera réédité avec deux titres bonus enregistré en public.

## Liste des titres
- Tous les titres sont signés par Burke Shelley et John Thomas

Face 1
| No | Titre                | Durée |
| -- | -------------------- | ----- |
| 1. | I Turned To Stone    | 6:11  |
| 2. | Keeping a Rendezvous | 3:45  |
| 3. | Reaper of the Glory  | 3:50  |
| 4. | She Used Me Up       | 3:17  |

Face 2
| No | Titre                  | Durée |
| -- | ---------------------- | ----- |
| 5. | Don't Lay Down and Die | 3:35  |
| 6. | Apparatus              | 2:52  |
| 7. | Superstar              | 3:28  |
| 8. | Change Your Ways       | 4:22  |
| 9. | Untitled Lullaby       | 1:16  |

Titres bonus de la réédition 2013
| No  | Titre                      | Durée |
| --- | -------------------------- | ----- |
| 10. | She Used Me Up (Live 1981) | 3:03  |
| 11. | Superstar (live 1981)      | 3:55  |

## Musiciens
- Burke Shelley: chant, basse
- John Thomas: guitare, guitare slide, chœurs
- Steve Williams: batterie

Musicien additionnel
- Richard Dunn: claviers

## Charts
Charts album
| Pays        | Durée du classement | Meilleur classement |
| ----------- | ------------------- | ------------------- |
| Royaume-Uni | 2 semaines          | 68e                 |

Charts singles
| Date       | Single               | Chart            | Durée du classement | Position |
| ---------- | -------------------- | ---------------- | ------------------- | -------- |
| 03/10/1980 | Keeping a Rendezvous | UK Singles Chart | 2 semaines          | 71e      |